# Ajuthaja
Ajuthaja je mesto na Tajskem, ki leži ob reki Menamu, severno od Bangkoka.
Mesto je bilo ustanovljeno leta 1350 in je bil glavno mesto Tajske do leta 1767, ko so ga porušili Burmanci. Ajuthaja je središče poljedelstva. Prav tako je znano po svojih vodnih kanalih, ki mesto prepletajo na podoben način kot v Benetkah.
Mesto je leta 2010 imelo 54.190 prebivalcev. 